# سيسيل بودن
سيسيل بودن (18 ديسمبر 1890 في المملكة المتحدة - 31 مايو 1981 في المملكة المتحدة) (بالإنجليزية: Cecil Boden)‏ هو لاعب كريكت بريطاني وبريطاني (وحمل سابقاً جنسية المملكة المتحدة لبريطانيا العظمى وأيرلندا). لعب مع نادي مقاطعة ليسترشاير للكريكت ‏.

## وصلات خارجية
- سيسيل بودن على موقع إي آس بي آن كريك إنفو (الإنجليزية)